# Festival de Jazz Costa Brava - Palafrugell
El Festival de Jazz Costa Brava de Palafrugell és un festival de música jazz que té lloc a Palafrugell. Es tracta d'un seguit d'actuacions a l'aire lliure, centralitzades a la plaça Nova, que han portat a Palafrugell grups emergents del panorama jazzístic català.
L'any 1990, el Patronat Municipal de Turisme de Palafrugell iniciava un seguit de concerts de jazz als Jardins de Cap Roig de Calella de Palafrugell (actualment propietat de La Caixa) amb el nom de Festival de Jazz Costa Brava, els quals tenien lloc durant els mesos de juliol i agost. L'any 2000, amb el mateix format, el festival passa a ser organitzat per la Fundació Caixa de Girona i, l'any 2001, s'integra en els Festivals d'Estiu de Caixa de Girona per esdevenir l'any següent el Festival Jardins de Cap Roig, nom amb què encara s'organitza. El titular del Festival de Jazz Costa Brava és l'Ajuntament de Palafrugell; per això, l'Àrea de Cultura va decidir recuperar-lo l'any 2006.